# Свинячий сечовий міхур
Свинячий сечовий міхур — сечовий міхур домашньої свині, схожий на сечовий міхур людини. Сьогодні цей порожнистий орган має різні застосування у медицині, традиційній кулінарії та обрядах. Історично склалося, що свинячий сечовий міхур мав деякі додаткові призначення завдяки малій вазі і хорошому розтягуванні, він міг заповнюватися чимось і зав'язуватися.

## Традиційне застосування

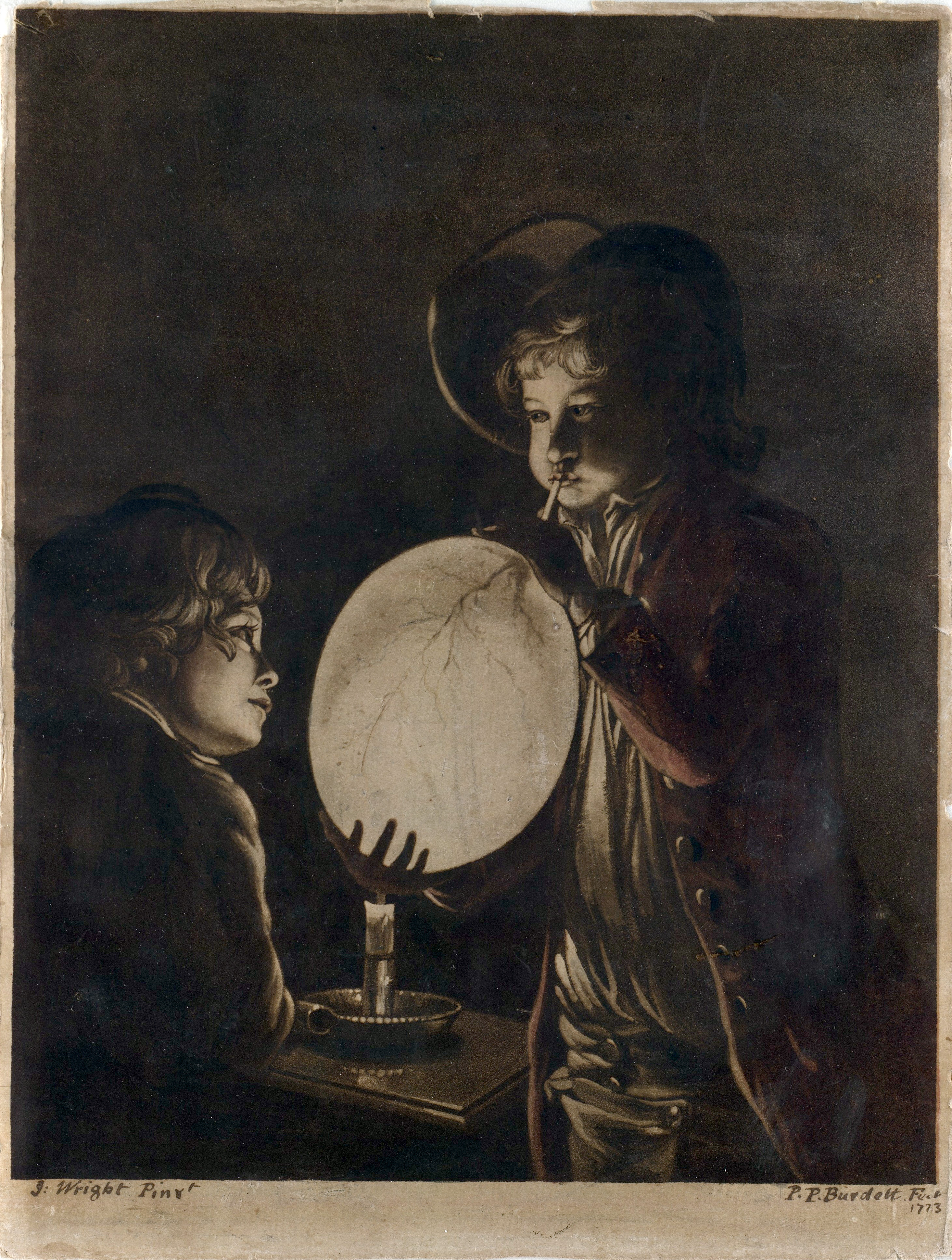
Діти надувають свинячого міхура.

В Європі свинячий сечовий міхур використовувався у деяких обрядах. Традиційно під час фестивалю карнавалу у Бад-Аусзі розмахували надутими міхурами на палиці. Аналогічно у Шинсо-де-Лімія роздутий міхур свині використовували під час Карнавалу.
У традиційній німецькій комуні про традиційний Шлахтфест (публічне різання свині) оголошувалося через розміщення надутого міхура свині перед будинком, де це мали здійснити. Сечовий міхур застосовувався як оболонка для декількох традиційних страв, наприклад ковбас відомих як вентрічіна і субрасаза.

## Історичне застосування

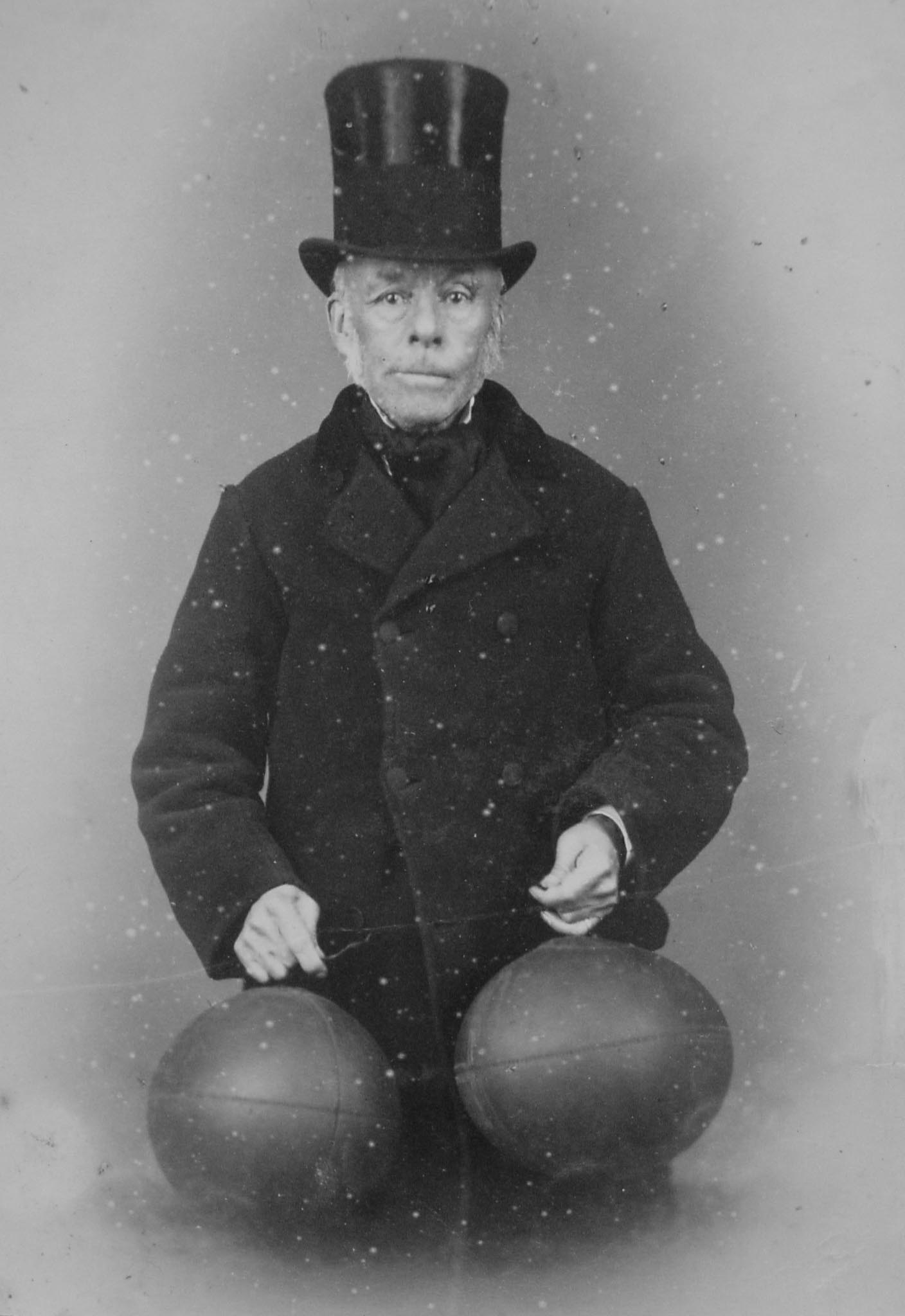
Річард Ліндон у 1880 році

Історично склалося, що свинячий сечовий міхур використовувався у спорті, як герметична оболонка («міхур») всередині футбольного м'яча. На початку 19-го століття винахідник Вільям Гільберт застосовував свинячий міхур у виробництві регбі м'ячів. Десятиліття потому, Річард Ліндон зробив те ж саме. (Див. також Mob футболу, середньовічні футбол, і Ла Соул).
Тюби олійної фарби винайдені у 1841 році, замінили свинячі міхури і скляні помпи як первинне упакування фарб для перевезення.
У стародавній китайській опері розфарбовані міхури свині були використані як маски для обличчя.